# Championnat d'Oman de football 2011-2012
Navigation
Saison précédente Saison suivante
La saison 2011-2012 du Championnat d'Oman de football est la trente-sixième édition de la première division au sultanat d'Oman, l'Oman League. Elle rassemble les douze meilleurs clubs du pays au sein d'une poule unique où ils s'affrontent à deux reprises, à domicile et à l'extérieur. En fin de saison, les deux derniers du classement sont relégués et remplacés par les deux meilleurs clubs de deuxième division tandis que le 10e doit affronter le 3e de D2 en barrage de promotion-relégation. Cependant, après la fin du championnat (et du barrage de promotion-relégation), la fédération décide d'étendre le championnat à 14 équipes, ce qui entraîne le repêchage du Salalah SC et d'Al-Masnaah.
C'est le Fanja Club, l'un des clubs promus de deuxième division, qui remporte le championnat cette saison après avoir battu Al-Shabab Seeb lors du match pour le titre, les deux formations ayant terminé à égalité de points en tête du classement final. Al Oruba Sur complète le podium à trois points du duo de tête. avec trois points d'avance sur Al Oruba Sur et cinq sur Al Nahda Club. C'est le huitième titre de champion d'Oman de l'histoire du club, le premier depuis plus de vingt ans.

## Les clubs participants
| - Al-Suwaiq - Oman Club - Dhofar Club - Sur Club - Promu de D2 - Al-Shabab Seeb - Al-Masnaah - Promu de D2 | - Fanja Club - Promu de D2 - Salalah SC - Al Oruba Sur - Al Ahli Sedab - Al-Tali'aa - Al Nahda Club |

## Compétition
Le barème de points servant à établir le classement se décompose ainsi :
- Victoire : 3 points
- Match nul : 1 point
- Défaite : 0 point

### Classement
| Rang | Équipe         | Pts | J  | G  | N  | P  | Bp | Bc | Diff |
| ---- | -------------- | --- | -- | -- | -- | -- | -- | -- | ---- |
| 1    | Fanja ClubP    | 43  | 22 | 12 | 7  | 3  | 31 | 19 | +12  |
| 2    | Al-Shabab Seeb | 43  | 22 | 13 | 4  | 5  | 28 | 19 | +9   |
| 3    | Al Oruba Sur   | 40  | 22 | 10 | 10 | 2  | 28 | 16 | +12  |
| 4    | Al-Tali'aa     | 32  | 22 | 9  | 5  | 8  | 23 | 22 | +1   |
| 5    | Dhofar ClubC   | 31  | 22 | 8  | 7  | 7  | 19 | 18 | +1   |
| 6    | Oman Club      | 30  | 22 | 9  | 3  | 10 | 24 | 25 | -1   |
| 7    | Al-SuwaiqT     | 28  | 22 | 7  | 7  | 8  | 30 | 22 | +8   |
| 8    | Sur ClubP      | 28  | 22 | 7  | 7  | 8  | 20 | 23 | -3   |
| 9    | Al Nahda Club  | 27  | 22 | 8  | 3  | 11 | 27 | 33 | -6   |
| 10   | Salalah SC     | 25  | 22 | 6  | 7  | 9  | 22 | 35 | -13  |
| 11   | Al-MasnaahP    | 22  | 22 | 6  | 4  | 12 | 35 | 39 | -4   |
| 12   | Al Ahli Sedab  | 13  | 22 | 3  | 4  | 15 | 24 | 40 | -16  |

|  | Qualification pour le barrage pour le titre                          |
|  | Qualification pour la Coupe de l'AFC 2013                            |
|  | Qualification pour la Coupe de l'UAFA 2012-2013                      |
|  | Participation au barrage de promotion-relégation                     |
|  | Relégation directe en deuxième division                              |
|  | T : Tenant du titre C : Vainqueur de la Coupe d'Oman P : Promu de D2 |

### Matchs
| Résultats (▼dom., ►ext.) | ALM | ALNH | ALO | ALSH | ALH | ALSU | ALT | DHO | FAN | OMA | ALHI | SUR |
| Al-Msanaah               |     | 1-2  | 1-1 | 0-2  | 2-1 | 0-3  | 3-2 | 2-2 | 2-3 | 3-4 | 3-0  | 1-1 |
| Al Nahda Club            | 4-3 |      | 1-2 | 1-2  | 1-0 | 1-0  | 3-2 | 0-1 | 1-2 | 2-1 | 1-1  | 1-0 |
| Al Oruba Sur             | 1-1 | 4-2  |     | 0-0  | 3-1 | 1-1  | 1-0 | 0-0 | 1-0 | 2-1 | 1-2  | 1-1 |
| Al-Shabab Seeb           | 0-1 | 2-0  | 0-2 |      | 0-2 | 2-1  | 2-2 | 0-2 | 2-2 | 1-0 | 1-0  | 0-1 |
| Ahli Sidab               | 1-2 | 2-1  | 2-2 | 3-4  |     | 2-2  | 0-0 | 0-2 | 0-2 | 1-2 | 2-1  | 1-2 |
| Al-Suwaiq                | 2-1 | 1-1  | 0-1 | 0-1  | 4-1 |      | 2-1 | 0-1 | 2-2 | 0-0 | 4-0  | 3-0 |
| Al-Tali'aa               | 2-1 | 1-0  | 0-0 | 0-2  | 2-1 | 1-0  |     | 2-0 | 0-1 | 0-0 | 1-0  | 1-0 |
| Dhofar Club              | 2-1 | 0-1  | 0-0 | 1-1  | 1-0 | 1-2  | 3-0 |     | 0-0 | 0-2 | 1-1  | 0-2 |
| Fanja Club               | 2-1 | 3-1  | 1-0 | 0-1  | 2-1 | 1-1  | 1-1 | 2-0 |     | 2-1 | 0-0  | 2-1 |
| Oman Club                | 1-0 | 3-2  | 0-1 | 0-2  | 1-0 | 1-0  | 2-1 | 0-1 | 1-0 |     | 1-1  | 1-2 |
| Salalah SC               | 1-5 | 2-1  | 2-2 | 0-1  | 2-1 | 2-2  | 0-3 | 1-0 | 2-3 | 2-1 |      | 1-0 |
| Sur Club                 | 2-1 | 0-0  | 0-2 | 1-2  | 2-2 | 1-0  | 0-1 | 1-1 | 0-0 | 2-1 | 1-1  |     |

#### Match pour le titre
| Équipe 1   | Résultat      | Équipe 2       |
| ---------- | ------------- | -------------- |
| Fanja Club | 3 - 3 7-6 tab | Al-Shabab Seeb |

#### Barrage de promotion-relégation
| Équipe 1                 | Résultat | Équipe 2   | Aller | Retour |
| ------------------------ | -------- | ---------- | ----- | ------ |
| Al-Seeb Sports Club (D2) | 4 - 3    | Salalah SC | 1 - 1 | 3 - 2  |

## Bilan de la saison
| Championnat d'Oman de football 2011-2012                        |                       |
| Champion                                                        | Fanja Club (8e titre) |
| Coupes et trophées                                              |                       |
| Vainqueur de la Coupe d'Oman 2011-2012                          | Dhofar Club           |
| Qualifications continentales                                    |                       |
| Coupe de l'AFC 2013                                             | Fanja Club            |
| Coupe de l'AFC 2013                                             | Dhofar Club           |
| Coupe de l'UAFA 2012-2013                                       | Al Oruba Sur          |
| Coupe du golfe des clubs champions 2012-2013                    | Al-Shabab Seeb        |
| Coupe du golfe des clubs champions 2012-2013                    | Al-Ittihad Salalah    |
| Promotions et relégations                                       |                       |
| Promus en Oman League                                           | Saham Club            |
| Promus en Oman League                                           | Al Nasr Salalah       |
| Promus en Oman League                                           | Al-Seeb Sports Club   |
| Relégués en Championnat d'Oman de football de deuxième division | Al Ahli Sedab         |